# Комоэ (провинция)
Комоэ (фр. Comoé) — одна из 45 провинций Буркина-Фасо, названная в честь протекающей по ней реке. Находится в Каскадах, столица провинции — Банфора. Площадь Комоэ — 15 277 км².
Население по состоянию на 2006 год — 400 534 человек.

## Административное деление
Комоэ подразделяется на 9 департаментов.